# Wijk en Aalburg
Wijk en Aalburg  é uma aldeia e também a sede administrativa do município neerlandês de Aalburg, na província de Brabante do Norte com cerca de 6 010 habitantes (31 de dezembro de 2008, fonte: CBS). Está localizada na Terra de Heusden e Altena, na margem esquerda do canal de Heusden e do Afgedamde Maas.
Wijk en Aalburg foi um município autônomo até 1973, quando fundiu-se com as aldeias de Eethen e Veen para formar o novo município de Aalburg.

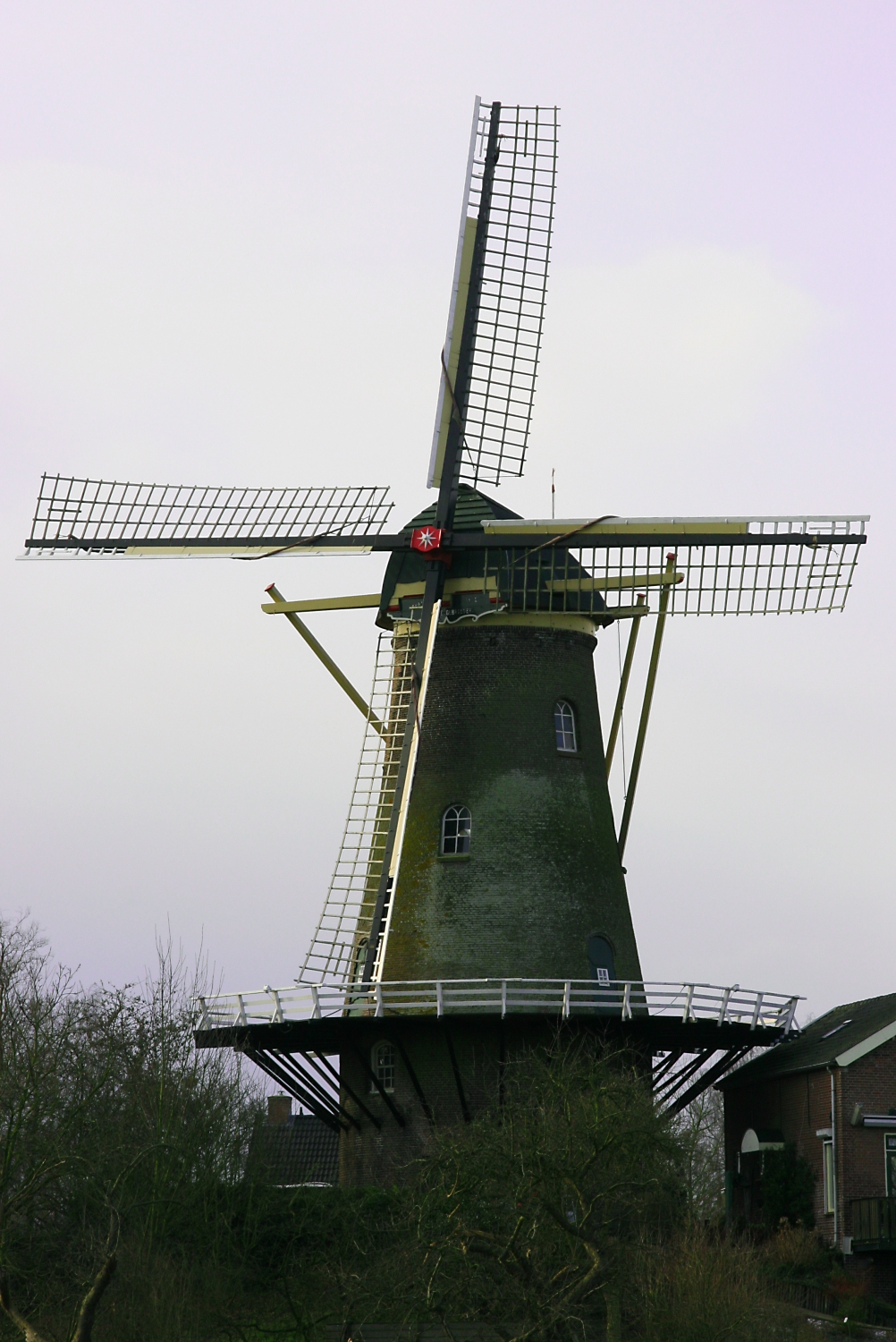
O moinho de vento Dois Irmãos (De twee Gebroeders) em Wijk en Aalburg.